# Village planétaire
 (août 2024).
Si vous disposez d'ouvrages ou d'articles de référence ou si vous connaissez des sites web de qualité traitant du thème abordé ici, merci de compléter l'article en donnant les références utiles à sa vérifiabilité et en les liant à la section « Notes et références ».
Pour les articles homonymes, voir Village global.
Le village planétaire ou village global (en anglais Global Village), est une expression de Marshall McLuhan, tirée de son ouvrage The Medium is the Massage paru en 1967, pour qualifier les effets de la mondialisation, des médias et des technologies de l'information et de la communication et qui été remise à jour, ayant commencée suite à la Réunification allemande en 1990, précédant la Chute du mur de Berlin en novembre 1989 puis a été actée avec la guerre en Ukraine menée par le président russe Vladimir Poutine depuis février 2022, mettant fin à cette période dite de 'mondialisation heureuse' ou "mondialisme" planètaire (1990-2022), théorisée par l'économiste Alain Minc et aussi également théorisée par l'ex-conseiller du défunt président Mitterrand Jacques Attali.

## Explications
Selon ce philosophe et sociologue, « les moyens de communication audiovisuelle modernes (télévision, radio, etc.) et la communication instantanée de l'information mettent en cause la suprématie de l’écrit »[réf. nécessaire]. Dans ce monde unifié, où l’information véhiculée par les médias de masse fonde l’ensemble des micro-sociétés en une seule, il n’y aurait selon lui désormais plus qu’une culture, comme si le monde n’était qu’un seul et même village, une seule et même communauté « où l'on vivrait dans un même temps, au même rythme et donc dans un même espace »[réf. nécessaire].
La capacité, pour une personne, à récupérer des informations très rapidement en n’importe quel point de la planète (raccordé à un réseau) donne l’impression d’être dans le même endroit virtuel, dans le même village.
Quatre caractéristiques : 
- interactivité : disponibilité forte  +  faible délai de réponse  + coût faible ;
- communauté : même canal, même langage, mêmes références, lieux d’échanges communs ;
- variété : mots, images, sons ;
- vitalité : renouvellements (émergences) ; actions collectives et décisions.

Trois conséquences : 
- bilinguisme et tribalisme : renforcement des identités ;
- captation des décisions ;
- prises de conscience planétaires : préoccupations communes sur les ressources communes (écologie, faim, santé, paix politique) et sur la petitesse de la Terre (mouvements de pensée alter-mondialistes).

## Pour aider à en savoir plus sur ce sujet
- La Fin de l'histoire et le Dernier Homme : théorisée par Francis Fukuyama, croyant à cette époque que la Chute du Mur permettrait la victoire de la démocratie dite 'libérale' avec l'essor d'"internet" et la fin des régimes autoritaires sur ce globe par la fin des frontières avec la multiplication des échanges et des services notamment des individus, favorisant l'avènement définitif de l'économie ou mondialisme de marché sur le monde.
- Fritzi (Histoire d'une révolution) (film animé) : jeune fille étant en lutte contre l'autorité de la RDA (République démocratique allemande), suite à la fuite de sa meilleur amie fuyant en mai 1989 le bloc de l'Est pour le bloc de l'Ouest (Allemagne de l'Ouest symbole de Liberté, avant la chute du mur de Berlin en novembre de cette même fin d'année 1989.